# モスクワ・エキスポセンター

Expocentre

モスクワ・エキスポセンター（ロシア語: Экспоцентр、英語: Expocentre）はロシア連邦の首都モスクワにある展示場。モスクワ中心部のクレムリンから西へ約3kmの、モスクワ川に沿った場所にあり、モスクワ・シティに隣接している。ロシアでは単に「ヴィスタボチュナ」（ ロシア語: Выставочна、展示場)とも呼ばれている。

## 歴史
この展示会場は30年余の歴史がある。
- 1970年代中頃、モスクワ川に面したクラースナヤ・プレスニャ公園に新しい展示センターを作る決定がなされた。
- 1977年、1号館が完成した。
- 1978年、初めての展示会がここで開催された。
- 1980年代、2号館とフォーラムが建設された。
- 2004年、7号館が完成し、会議場としての拡張がなされた。
- 2008年、9号館（20,000平米）が完成した。

## アクセス
モスクワ地下鉄のフィリョーフスカヤ線の支線で、
- ヴィスタヴァチュナヤ駅（エキスポセンター前、以前のデラヴォイ・ツェントル駅またはメジュドゥナロードナヤ駅から2009年に改名）

の前にある。この支線の次の駅である
- メジュドゥナロードナヤ駅（モスクワ・シティ駅から改名、現在は終点）

で下りてもいい。 サイトマップを参照。

## 活動
- Oil & Diamonds 2009 （自然資源フェア）、6月23日 - 26日
- Khimia 2009 （科学工業フェア）、9月28日 - 10月2日

現在、モスクワの大型の国際的な展示会はほぼすべてここで行われ、その他は全ロシア博覧センターなどで開催されている。